# Jósef Rybak
Jósef Rybak, poljski general, * 1882, † 1953.